# 特克斯河
特克斯河是伊犁河的支流之一。
特克斯河源於汗騰格里峰北側，由西至東流向喀德明山，位處於東經82°，其後和巩乃斯河匯合，再折向西流，與喀什河匯合，進入哈萨克斯坦，最終流入巴尔喀什湖。